# Eomyidae
Eomyidae là một họ chứa các loài động vật gặm nhấm đã tuyệt chủng có ở Bắc Mỹ và đại lục Á-Âu có họ hàng với chuột nang và chuột kangaroo ngày nay. Họ này bao gồm các động vật gặm nhấm biết bay lượn sớm nhất đã biết với danh pháp Eomys quercyi (Storch và ctv., 1996)